# مسجد سوساي
مسجد سوساي: هو نصب معماري تاريخي يقع في قرية سوساي في مقاطعة قوبا، أذربيجان.

## عن
هناك آراء مختلفة بشأن تاريخ بناء مسجد سوساي الواقع في قرية سوساي بمنطقة قوبا في أذربيجان، وما إذا كان قد بني في القرن 14 أو القرن 19. عند تسجيله في 2001 بعد استعادة أذربيجان لاستقلالها، تم الإشارة إلى تاريخ بناء المسجد على أنه عام 1854. لكن بحسب تصريحات أهالي القرية فإن المسجد بني في القرن 14. ويعتمدون في هذا التاريخ على التاريخ المكتوب على باب المسجد. ويظهر على الباب اسم الصانع والتاريخ 721هـ (1321م) حسب التقويم الهجري. إضافة إلى ذلك، يزعم سكان القرية أن أحد أبواب المسجد القديمة قد تم نقله إلى لندن من قبل الإنجليز القادمين إلى أذربيجان وهو محفوظ حاليًا في متحف في فرنسا.
يعمل مسجد قرية سوساي، المسجل لدى لجنة الدولة للعمل مع المنظمات الدينية، حاليًا ككيان ديني.